# Węża (przystanek kolejowy)
Węża – przystanek osobowy na zlikwidowanej linii kolejowej nr 256 Nysa - Ścinawa Mała, w miejscowości Węża, w województwie opolskim, w powiecie nyskim, w gminie Korfantów, w Polsce.
| Węża                                                    |  |                                   |
| Linia nr 256 (D29-1971) Nysa - Ścinawa Mała (16,600 km) |  |                                   |
| Wierzbięciceodległość: 4,500 km                         |  | Ścinawa Nyska odległość: 3,800 km |